# Ото фон Дронекен
Ото фон Дронекен (на немски: Otto, Wildgraf in Dhronecken; † между 1 януари и 31 май 1409) ор фамилията на вилдграфовете на Кирбург е вилдграф в Дронекен в Хунсрюк в Рейнланд-Пфалц.
Той е най-малкият син на вилдграф Фридрих I фон Кирбург († 1365) и съпругата му Агнес фон Шонекен († сл. 1332/1344), дъщеря на Герхард I фон Шьонекен († 1317) и графиня Мехтилд фон Насау-Зиген († 1319), дъщеря на граф Ото I фон Насау († 1289/1290) и Агнес фон Лайнинген († ок. 1303).
Брат е на Готфрид III фон Кирбург († 1370), вилдграф на Кирбург, Герхард I († 1356/1358), вилдграф в Кирбург и Шмидтбург, Йохан († пр. 1370), свещеник в Монцинген, Фридрих II († 1369?), Хайнрих († сл. 1370), канон във Вайсенбург, и на Маргарета фон Кирбург († 1368), омъжена пр. 13 октомври 1339 г. за Рейнграф и вилдграф Йохан II фон Щайн-Даун († 1383).
Ото става вилдграф в Дронекен. Резиденцията му е в крепост Тронек и в замък Дронекен. През 1403 г. курфюрстът на Трир обсажда безусупешно замък Дронекен, в който до 1798 г. живеят управителите на вилдграфовете.

## Фамилия
Ото фон Дронекен се жени пр. 21 май 1350 г. за Елизабет де Шамблей († 1370), вдовица на Йохан I фон Зирк-Илинген († 1339), дъщеря на Жан де Шамблей († сл. 1332) и Беатриса фон Хаген-Мотен († сл. 1341). Бракът е бездетен.
Ото фон Дронекен се жени втори път за графиня Агнес фон Велденц († сл. 1398), вдовица на граф Герлах II фон Насау-Висбаден-Идщайн († сл. 1386), дъщеря на граф Хайнрих II фон Велденц († 1378) и Агнес фон Спонхайм-Щаркенбург († 1367). Бракът е бездетен.